# Cosmisoma tenellum
Cosmisoma tenellum là một loài bọ cánh cứng trong họ Cerambycidae.